# Chionaema pretoriae
Chionaema pretoriae är en fjärilsart som beskrevs av William Lucas Distant 1897. Chionaema pretoriae ingår i släktet Chionaema och familjen björnspinnare. Inga underarter finns listade i Catalogue of Life.